# VI Congreso Nacional del Kuomintang
El VI Congreso Nacional del Kuomintang (en chino tradicional, 中國國民黨第六次全國代表大会) fue el sexto congreso nacional del Kuomintang, celebrado el 5 de mayo de 1945 en Chongqing, República de China. En este congreso participó por primera vez la provincia de Taiwán, representada por Hsieh Yung-min, a pesar de estar Taiwán bajo dominio japonés. En esta conferencia se creó el Comité Consultivo Central del Kuomintang.

## IV Sesión Plenaria y la Reunión Conjunta del Grupo Central del Partido
Se celebró en Nankín del 9 al 13 de septiembre de 1947. La IV Sesión Plenaria del XIX Comité Central durará tres días, y la reunión conjunta del partido y la liga durará dos días. Entre los asistentes a la reunión se encontraban los miembros del Comité Ejecutivo Central del Kuomintang, los miembros suplentes del Comité Ejecutivo Central, los miembros suplentes del Comité de Supervisión Central, así como los secretarios y supervisores centrales de los Tres Comités Centrales de la Liga Juvenil, en total más de 580 personas. En sus discursos de apertura y clausura, Chiang Kai-shek enfatizó que "la tarea más urgente en la actualidad es cómo eliminar a nuestro único enemigo, el Partido Comunista, es decir, cómo cumplir nuestra misión de sofocar la rebelión y construir la nación"; y exigió a los miembros del partido en todos los niveles que "contribuyeran con su fuerza" y "contribuyeran con dinero". Wu Tiecheng, Chang Ch'ün y Bai Chongxi presentaron respectivamente informes sobre la organización unificada del Partido y la Liga, un informe político y un informe militar. La reunión se centró en discutir y aprobar el "Plan de Organización del Partido Central Unificado y la Liga Juvenil", decidir establecer un Departamento de la Juventud en el Comité Central del KMT como "institución del KMT para dirigir y entrenar a la juventud", y al mismo tiempo abolir la Liga Juvenil Revolucionaria de los Tres Pueblos.

## Resultados
El Congreso definió las directrices para la reconstrucción nacional y los asuntos constitucionales tras la Guerra del Pacífico. También estableció el marco para un gobierno democrático.